# Arbeiter Illustrierte Zeitung

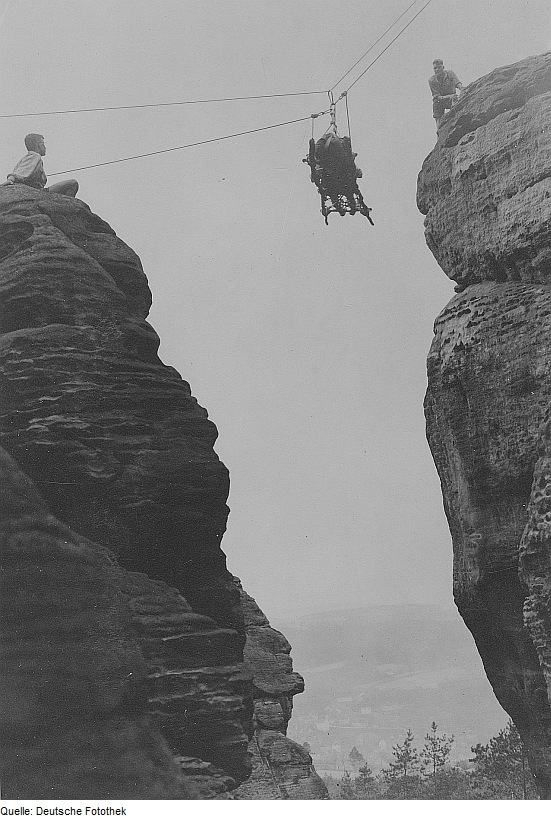
Richard Peter: Záchrana zraněných osob, z článku Rudí samaritáni v horách, archiv Deutsche Fotothek

Arbeiter Illustrierte Zeitung (AIZ, česky Ilustrované noviny pracujících) byl antifašistický prokomunistický týdeník vydávaný v letech 1921-1938 nejprve v Berlíně a později v Praze. Ve své době měl nezanedbatelné místo v historii fotožurnalistiky za svůj významný přínos v publikování obrazových zpráv. Přispívali do nich i autoři jako Maxim Gorkij nebo George Bernard Shaw. List se stal známým především díky propagandistickým fotomontážím Johna Heartfielda.

## Zveřejněné reportáže
Sovětští fotografové Arkadij Šajchet a Max Alpert otiskli na počátku 30. let v tomto magazínu svou nejznámější práci Rodina Filippových – 52 fotografií vyprávělo příběh dělníka a jeho rodiny. Reportáž se setkala s velkým ohlasem v Německu i dalších evropských zemích. Vedle významné společenské role sehrála důležitou roli jako první významné dílo, které dokázalo rovnocennost a velké potenciální možnosti vícezáběrových reportáží, sérií a fotofejetonů.